# Sadi Kalabar
Sadi Kalabar (18. veljače 1901. – 23. srpnja 1960.), hrvatski šahist, državni reprezentativac, sudionik Šahovske olimpijade 1927. godine na 4. ploči Imao je običaj često kasniti na dvoboje zbog čega je ljutio suigrače. Zbog kašnjenja dogodio mu se nevjerojatni previd pa je napravio pogrešku prstom jer nije gledao pravona ploču te je umjesto jedne povukao drugu figuru zbog čega je morao predati u sljedećem potezu. Kalabarov potez nasmijao je grohotom cijelu dvoranu. Tako je postigao svjetski rekord u kratkoći turnirskih partija i jugoslavenski rekord publiciteta partije u dnevnom tisku. Novinari su diljem svijeta brzojavno poslali pacerski propust iz partije.

## Vanjske poveznice
- (engl.) Profil i partije na Chessgames.com
- (engl.) Profil na Chessmetrics.com
- (engl.) Sadi Kalabar na 365chess